# Międzynarodowa Klasyfikacja Chorób ICD-11
Międzynarodowa Statystyczna Klasyfikacja Chorób i Problemów Zdrowotnych ICD-11 – jedenasta wersja Międzynarodowej Klasyfikacji Chorób i Problemów Zdrowotnych sporządzona przez Światową Organizację Zdrowia WHO.
Tworzenie ICD-11 rozpoczęło się w 2007 roku i objęło ponad dekadę pracy, w którą zaangażowanych było ponad 300 specjalistów z 55 krajów, podzielonych na 30 grup roboczych; ponadto wpłynęło około 10 000 propozycji od ludzi z całego świata. Wersja ICD-11 została pierwotnie opublikowana na stronach WHO 18 czerwca 2018 roku, a następnie oficjalnie zatwierdzona 25 maja 2019 roku przez wszystkich członków WHO podczas 72. Światowego Zgromadzenia Zdrowia. ICD-11 jest rozpowszechniana na licencji Creative Commons BY-ND i jest dostępna na stronie WHO w języku francuskim, arabskim, chińskim, angielskim i hiszpańskim.
Oficjalnie zaczęła obowiązywać od 1 stycznia 2022. 11 lutego Światowa Organizacja Zdrowia oświadczyła, że 35 krajów korzysta z ICD-11. Prace nad polską wersją miały się zakończyć w 2023 roku i 23 listopada 2023 opublikowana została wersja „przedostateczna” na licencji CC BY-ND 4.0. Całkowite przejście na ICD-11 planowane jest do końca 2026 roku.

## Struktura
| Numer | Kody        | Nazwa rozdziału                                                                             |
| ----- | ----------- | ------------------------------------------------------------------------------------------- |
| 1     | 1A00–1H0Z   | Wybrane choroby zakaźne lub pasożytnicze                                                    |
| 2     | 2A00–2F9Z   | Nowotwory                                                                                   |
| 3     | 3A00–3C0Z   | Choroby krwi i narządów krwiotwórczych                                                      |
| 4     | 4A00–4B4Z   | Choroby układu odpornościowego                                                              |
| 5     | 5A00–5D46   | Zaburzenia wydzielania wewnętrznego, stanu odżywienia i przemian metabolicznych             |
| 6     | 6A00–6E8Z   | Zaburzenia psychiczne, behawioralne lub neurorozwojowe                                      |
| 7     | 7A00–7B2Z   | Zaburzenia snu i czuwania                                                                   |
| 8     | 8A00–8E7Z   | Choroby układu nerwowego                                                                    |
| 9     | 9A00–9E1Z   | Choroby układu wzrokowego                                                                   |
| 10    | AA00–AC0Z   | Choroby ucha i wyrostka sutkowego                                                           |
| 11    | BA00–BE2Z   | Choroby układu krążenia                                                                     |
| 12    | CA00–CB7Z   | Choroby układu oddechowego                                                                  |
| 13    | DA00–DE2Z   | Choroby układu pokarmowego                                                                  |
| 14    | EA00–EM0Z   | Choroby skóry                                                                               |
| 15    | FA00–FC0Z   | Choroby układu mięśniowo-szkieletowego lub tkanki łącznej                                   |
| 16    | GA00–GC8Z   | Choroby układu moczowo-płciowego                                                            |
| 17    | HA00–HA8Z   | Stany związane ze zdrowiem seksualnym                                                       |
| 18    | JA00–JB6Z   | Ciąża, poród, połóg                                                                         |
| 19    | KA00–KD5Z   | Wybrane stany rozpoczynające się w okresie okołoporodowym                                   |
| 20    | LA00–LD9Z   | Wady rozwojowe                                                                              |
| 21    | MA00–MH2Y   | Objawy podmiotowe, przedmiotowe i wyniki badań dodatkowych, niesklasyfikowane gdzie indziej |
| 22    | NA00–NF2Z   | Urazy, zatrucia i określone skutki działania czynników zewnętrznych                         |
| 23    | PA00–PL2Z   | Zewnętrzne przyczyny śmiertelności i zachorowalności                                        |
| 24    | QA00–QF4Z   | Czynniki wpływające na stan zdrowia i kontakt z systemem opieki zdrowotnej                  |
| 25    | RA00–RA26   | Kody przeznaczone do celów specjalnych                                                      |
| 26    | SA00–SJ3Z   | Rozdział dodatkowy: Zaburzenia w ujęciu medycyny tradycyjnej                                |
| 27    | VA00–VC50   | Sekcja uzupełniająca ocenę funkcjonowania                                                   |
| 28    | XA0060–XY9U | Kody rozszerzone                                                                            |

## Zmiany
Główna różnica pomiędzy ICD-10 a ICD-11 to formuła kodowania poszczególnych jednostek chorobowych. ICD-11 zmienia 3-znakowe kody kategorii na cztery ze znakiem alfabetu na drugiej pozycji i cyfrą zawsze na trzeciej pozycji. Pierwszy znak dowolnego kodu będzie odpowiadał numerowi rozdziału. W rozdziałach 1-9 pierwszy znak kodu będzie opisywać numer rozdziału, w rozdziałach 10-27 pierwszy znak to litera. Wszystkie kody w jednym rozdziale będą zawsze zaczynać się tym samym znakiem.
W nowym systemie klasyfikacji pojawił się szereg nowych pozycji. ICD-10 zawierał 14 400 pozycji. W ICD-11 jest 55 000 chorób.  Klasyfikacja chorób będzie też obejmować okoliczności wpływające na zdrowie (np. niezadowolenie z sytuacji w szkole i niski poziom higieny osobistej).

### Zaburzenia psychiczne
Następujące zaburzenia psychiczne zostały dodane do ICD-11: zespół unikania i ograniczania przyjmowania pokarmu (6B83), dysforia integralności ciała (6C21), katatonia (486722075), złożony zespół stresu pourazowego (6B41), zaburzenie związane z graniem (6C51), węchowy zespół odnoszący (6B22) i zespół przewlekłej żałoby (6B42).
Ponadto do ICD-11 dodano również następujące zaburzenia psychiczne, które były już uwzględnione w amerykańskiej adaptacji ICD-10-CM: zaburzenie z napadami objadania się (ICD-11: 6B82; ICD-10-CM: F50.81), zaburzenie afektywne dwubiegunowe typu II (ICD-11: 6A61; ICD-10-CM: F31.81), cielesne zaburzenie dysmorficzne (ICD-11: 6B21; ICD-10-CM: F45.22), dermatillomania (ICD-11: 6B25.1; ICD-10-CM: F42.4), froteryzm (ICD-11: 6D34; ICD-10-CM: F65.81), syllogomania (ICD-11: 6B24; ICD-10-CM: F42.3) i zaburzenie eksplozywne przerywane (ICD-11: 6C73; ICD-10-CM: F63.81).      
Wśród innych wartych uwagi zmian można wymienić:      
- Specyficzne zaburzenia osobowości zostały połączane w jedną diagnozę zaburzenia osobowości (6D10), które można zakodować jako łagodne (6D10.0), umiarkowane (6D10.1) lub ciężkie (6D10.2). Może być dodatkowo opisane przy użyciu pięciu charakterystyk: negatywna emocjonalność(inne języki) (6D11.0); dystans (odłączenie) (6D11.1), dyssocjalność (6D11.2), odhamowanie (6D11.3) i anankastyczność (6D11.4). Wymieniony bezpośrednio pod nimi wzór borderline (6D11.5) jest kategorią podobną do zaburzenia osobowości typu borderline[19].
- Wszystkie podtypy schizofrenii (np. paranoidalna, hebefreniczna, katatoniczna) zostały usunięte. Zamiast tego zastosowano model wymiarowy z kategorią „objawy pierwotnych zaburzeń psychotycznych” (6A25), który umożliwia kodowanie objawów pozytywnych (6A25.0), objawów negatywnych (6A25.1), objawów depresyjnych (6A25.2), objawów maniakalnych (6A25.3), objawów psychomotorycznych (6A25.4) i objawów poznawczych (6A25.5)[20].
- Uporczywe zaburzenia nastroju (F34), na które składa się cyklotymia (F34.0) i dystymia (F34.1), zostały usunięte. Zaburzenie cyklotymiczne zostało włączone do kategorii zaburzenia dwubiegunowe lub pokrewne (6A62), natomiast zaburzenie dystymiczne zostało włączone do kategorii zaburzenia depresyjnych (6A72).
- Wszystkie całościowe zaburzenia rozwoju (F84) zostały połączone w jedną kategorię, zaburzenia ze spektrum autyzmu (6A02)[21], z wyjątkiem zespołu Retta, który został przeniesiony do rozdziału dotyczącego anomalii rozwojowych (LD90.4)[22]. Zrezygnowano z podziału na autyzm dziecięcy, autyzm atypowy, zespół Aspergera i in., zamiast tego wprowadzając rozróżnienie na podstawie możliwych zaburzeń rozwoju intelektualnego i upośledzeń języka funkcjonalnego[23].
- Zaburzenia hiperkinetyczne (F90) zmieniono na zespół nadpobudliwości psychoruchowej z deficytem uwagi (6A05) i wprowadzono podział na podtypy: dominująco nieuważny (6A05.0), dominująco nadpobudliwy-impulsywny (6A05.1) i mieszany (6A05.2).
- Ostra reakcja na stres  (F43.0) została przeniesiona z rozdziału dotyczącego zaburzeń psychicznych i umieszczona w rozdziale „Czynniki wpływające na stan zdrowia i kontakt z systemem opieki zdrowotnej” (QE84). Tym samym w ICD-11 ostra reakcja na stres nie jest już uważana za zaburzenie psychiczne[24].

#### ICD-11 CDDR
Po intensywnym, wieloletnim procesie rewizji, w którym uczestniczyło prawie 15 000 klinicystów ze 155 krajów, WHO opracowała ICD-11 CDDG (ang. Clinical Descriptions and Diagnostic Guidelines), później przemianowaną na ICD-11 CDDR (ang. Clinical Descriptions and Diagnostic Requirements). CDDR to kompleksowy podręcznik diagnostyczny do identyfikacji i oceny zaburzeń psychicznych przy użyciu ujednoliconej terminologii, podobny do DSM-5. ICD-11 CDDR została opracowana w podobnym czasie, co DSM-5, a grupy robocze obu projektów systematycznie spotykały się w celu omówienia poczynionych postępów. CDDR i DSM-5 są do siebie podobne, ale nie identyczne. ICD-11 CDDR jest następcą ICD-10 CDDG, który po raz pierwszy został wydany w 1992 roku. CDDR jest zintegrowany z ICD-11. W dniu 8 marca 2024 r.CDDR został również wydany w formie książkowej. Publikację można pobrać bezpłatnie ze strony internetowej WHO.

### Zdrowie seksualne
„Stany związane ze zdrowiem seksualnym” stanowią nowy rozdział w ICD-11. Światowa Organizacja Zdrowia zdecydowała się umieścić zaburzenia seksualne w osobnym rozdziale z uwagi na to, że uznała dualizm psychofizyczny za przestarzały. Wiele kategorii zawartych w ICD-10, w tym zaburzenia seksualne, opierało się na kartezjańskim podziale na stany "organiczne" (fizyczne) i "nieorganiczne" (psychiczne). W związku z tym dysfunkcje seksualne, które uznano za nieorganiczne, znalazły się w rozdziale dotyczącym zaburzeń psychicznych, natomiast te, które uznano za organiczne, w większości zostały wymienione w rozdziale dotyczącym chorób układu moczowo-płciowego. Natomiast zgodnie z ICD-11 mózg i ciało są postrzegane jako integralna całość, a dysfunkcje seksualne są uważane za efekt interakcji pomiędzy czynnikami fizycznymi i psychologicznymi. Tym samym zniesiono podział na zaburzenia organiczne i nieorganiczne.

#### Dysfunkcje seksualne
W ICD-10 wyróżniono trzy główne kategorie dotyczące dysfunkcji seksualnych: Brak lub utrata potrzeb seksualnych (F52.0), Awersja seksualna i brak przyjemności seksualnej (F52.1) oraz Brak reakcji genitalnej (F52.2). W ICD-11 zastąpiono je dwiema głównymi kategoriami: Zespół obniżonego popędu seksualnego (HA00) i Zaburzenia podniecenia seksualnego (HA01). Ta ostatnia ma dwie podkategorie: Zaburzenia podniecenia seksualnego u kobiet (HA01.0) i Zaburzenia erekcji u mężczyzn (HA01.1). Różnica między Zespołem obniżonego popędu seksualnego a Zaburzeniami podniecenia seksualnego polega na tym, że w tych pierwszych występuje zmniejszone lub nieobecne pragnienie aktywności seksualnej. W tych drugich występuje niewystarczająca fizyczna i emocjonalna reakcja na aktywność seksualną, mimo że nadal istnieje chęć zaangażowania się w satysfakcjonujący seks. WHO uznała, że istnieje podobieństwo między pożądaniem a podnieceniem, ale nie są one tym samym. Postępowanie terapeutyczne powinno być ukierunkowane na ich odrębne cechy.

#### Zaburzenia parafilne
Zaburzenia parafilne, nazywane w ICD-10 zaburzeniami preferencji seksualnych, pozostały w rozdziale o zaburzeniach psychicznych. Usunięto fetyszyzm (F65.0) i transwestytyzm fetyszystyczny (F65.1) występujące w ICD-10.  Ze względu na to, że nie powodują cierpienia ani krzywdy, zdecydowano, że nie powinny być dłużej uznawane za zaburzenia psychiczne. Zamiast pedofilii w ICD-11 pojawiło się zaburzenie pedofilne (6D32). Można je zdiagnozować tylko wtedy, gdy dana osoba jest bardzo zaniepokojona swoimi preferencjami lub skłania się do działania. Sadomasochizm zastąpiono kategorią sadyzmu seksualnego z użyciem przymusu (6D33). Dodano zaburzenie froterystyczne (6D34) jako osobną kategorię. Wcześniej znajdowało się w ICD-10 pod nazwą froteryzm, w kategorii „inne zaburzenia preferencji seksualnych” (F65.8).

#### Niezgodność płciowa
Transseksualizm i zaburzenia tożsamości płciowej zostały określone mianem niezgodności płciowej nie są już powiązane z zaburzeniami psychicznymi i zaburzeniami zachowania. Zostały one wymienione w nowej sekcji dotyczącej zdrowia seksualnego. Nowa nazwa to niedopasowanie płci, która może lepiej odzwierciedlać obecne rozumienie tego stanu. U osób w wieku dojrzewania i dorosłych niezgodność płciowa oznaczona jest kodem HA60, u dzieci - HA61.

### Zaburzenia rozwoju płci
Zaburzenia rozwoju płci (LD2A) zastąpiły wcześniejszą kategorię „płeć niezdeterminowana i obojnactwo rzekome” (Q56). W nowej kategorii znalazło się między innymi zaburzenie jajnikowo-jądrowe rozwoju płci (LD2A.0), które dawniej nazywano obojnactwem prawdziwym (Q56.0). Całkowicie zrezygnowano z posługiwania się określeniem obojnactwo rzekome.
Nowa nazwa została przez aktywistów na rzecz praw osób interpłciowych uznana za „niepotrzebnie patologizującą”. Ponad 50 organizacji podpisało się pod listem otwartym do WHO z sugestiami zmian, nie zostały one jednak uwzględnione.

### Odporność na antybiotyki
Grupa kodów związanych z opornością na antybiotyki została znacznie rozszerzona w klasyfikacji ICD-11 w porównaniu z ICD-10. Ponadto kody ICD-11 są bardziej zgodne z globalnym systemem nadzoru nad opornością na antybiotyki (ang. Global Antimicrobial Resistance Surveillance System, GLASS) Światowej Organizacji Zdrowia. Projekt ten, zainicjowany w październiku 2015 r., ma na celu śledzenie rosnącej na całym świecie oporności szkodliwych mikroorganizmów (wirusów, bakterii, grzybów i pierwotniaków) na leki.

### Medycyna tradycyjna
„Rozdział dodatkowy: Zaburzenia w ujęciu medycyny tradycyjnej” to nowy rozdział w klasyfikacji ICD-11, zawierający pojęcia z zakresu medycyny tradycyjnej (ang. Traditional Medicine – TM). Początkowo składał się z jednego modułu, TM1. Moduł ten zawiera koncepcje wywodzące się z tradycyjnej medycyny chińskiej, które mają również długą historię rozwoju i stosowania w Japonii (Kampo), Korei (tradycyjna medycyna koreańska) i Wietnamie (tradycyjna medycyna wietnamska). W lutym 2025 r. dodano drugi moduł, TM2. Zawiera on zagadnienia związane z ajurwedą, siddhą i unani. Planowany jest trzeci moduł poświęcony homeopatii, a także czwarty moduł poświęcony innym systemom medycyny tradycyjnej. Według stanu na kwiecień 2025 r. TM3 i TM4 nie zostały jeszcze wydane.
Procedury medyczne określane jako „tradycyjne” są stosowane na całym świecie. Badanie przeprowadzone przez WHO w 2008 roku wykazało, że w niektórych krajach azjatyckich i afrykańskich aż 80% ludności korzysta z medycyny tradycyjnej jako podstawowej formy opieki zdrowotnej. W wielu krajach rozwiniętych od 70% do 80% ludności korzystało w pewnym momencie z jakiejś formy medycyny alternatywnej, takiej jak akupunktura. Mimo że wiele krajów sporządziło własne krajowe klasyfikacje medycyny tradycyjnej, to wciąż brakowało międzynarodowego, znormalizowanego systemu. To utrudniało gromadzenie danych, przez co WHO miała trudności z kompleksowym monitorowaniem stosowania, bezpieczeństwa, skuteczności i kosztów praktyk medycyny tradycyjnej.
Początki idei zintegrowania medycyny tradycyjnej z systemami opieki zdrowotnej sięgają lat 70. XX wieku. W dniu 19 maja 1977 r. WHO przyjęła rezolucję zatwierdzającą rozpoczęcie szkoleń i badań nad medycyną tradycyjną, co jest uważane za oficjalny początek aprobaty dla medycyny tradycyjnej przez WHO. W deklaracji z Ałma Aty z 1978 r. wspomniano o roli osób praktykujących tradycyjną medycynę w opiece zdrowotnej. W 1984 roku WHO opublikowała pierwszą wersję „Standardowej nomenklatury w akupunkturze”. Strategia WHO dotycząca medycyny tradycyjnej na lata 2002–2005 zawierała między innymi plan integracji medycyny tradycyjnej z krajowymi systemami opieki zdrowotnej, poszerzenia wiedzy na temat medycyny tradycyjnej oraz poprawy jej bezpieczeństwa, skuteczności i jakości. Dokument WHO zatytułowany „International Standard Terminologies on Traditional Medicine in the Western Pacific Region”, opublikowany w 2007 r., obejmuje definicje terminów związanych z qi, akupunkturą, termopunkturą, stawianiem baniek, chińskim ziołolecznictwem i innymi pojęciami z zakresu tradycyjnej medycyny chińskiej. W oparciu o powyższą publikację WHO opracowała w 2012 roku Międzynarodową Klasyfikację Medycyny Tradycyjnej (ang. International Classification of Traditional Medicine, ICTM), której treść została zawarta w rozdziale 26 ICD-11.
Decyzja o włączeniu medycyny tradycyjnej do ICD-11 spotkała się z falą krytyki, ponieważ często zarzuca się jej bycie pseudonauką. W artykułach opublikowanych w czasopismach „Nature” i „Scientific American” przyznano, że niektóre techniki i zioła stosowane w medycynie tradycyjnej okazały się skuteczne lub mają pewien potencjał, ale inne są bezsensowne, a nawet wręcz szkodliwe. Autorzy artykułów napisali, że włączenie rozdziału poświęconego medycynie tradycyjnej jest sprzeczne z naukowymi, opartymi na dowodach metodami stosowanymi zazwyczaj przez WHO. W obu artykułach oskarżono rząd Chin o wywieranie nacisku na WHO, by włączyła do klasyfikacji medycynę tradycyjną.
Światowa Organizacja Zdrowia (WHO) oświadczyła, że rozdział poświęcony medycynie tradycyjnej „ani nie ocenia, ani nie popiera naukowej zasadności jakichkolwiek praktyk medycyny tradycyjnej”, a jego włączenie ma przede wszystkim służyć celom statystycznym, wspomagając prowadzenie badań i opracowywanie sprawozdań. W przewodniku referencyjnym ICD-11 zaleca się stosowanie kodów TM „w połączeniu z pojęciami z zakresu medycyny zachodniej zawartymi w rozdziałach 1–25 klasyfikacji ICD-11”.

### Inne
Pozostałe istotne zmiany w ICD-11 to między innymi:
- Udar mózgu jest obecnie klasyfikowany jako zaburzenie neurologiczne, a nie choroba układu krążenia[71].
- Alergie są obecnie klasyfikowane jako choroby układu odpornościowego[71].

- Szczegółowo opisano wszystkie rodzaje cukrzycy (5 pozycji)[72].
- W klasyfikacji ICD-10 rozróżniano między zaburzeniami snu (G47), ujętymi w rozdziale poświęconym chorobom układu nerwowego, a zaburzeniami snu o podłożu nieorganicznym (F51), ujętymi w rozdziale poświęconym zaburzeniom psychicznym. W klasyfikacji ICD-11 zostały one połączone i umieszczone w nowym rozdziale zatytułowanym „zaburzenia snu i czuwania”, ze względu na to, że rozróżnienie między zaburzeniami organicznymi (fizycznymi) a zaburzeniami nieorganicznymi (psychicznymi) uznano za przestarzałe[18].

- Choroby występujące na tle zakażenia wirusem HIV jak również rzadkie choroby genetyczne mają teraz swoje odrębne kody.

- Sekcja Przedmioty lub żywe istoty, które powodują obrażenia zawiera prócz broni oddzielnie kodowane inne przedmioty, takie jak zegarek na rękę, grzebień, biżuteria, kosmetyki itd.